# 何連旺街
何連旺街（葡萄牙語：Rua Ho Lin Vong），是位於澳門氹仔的街道，位於官也街附近。長約42米。街名來源於澳門著名的賭商、實業家、慈善家和社會活動家何連旺（約1855-1931年）。